# Austre Tindefjellfossen
Austre Tindefjellfossen eller Østre Tindefjellfossen er et vandfald i Bødalen i Stryn kommune i Vestland fylke i Norge. Den ligger i en lille biflod til Bødalselva i Loenvassdraget. Elven kommer fra Tindefjellbreen og ligger tæt ved den højere Ytste Tindefjellfossen.

## Eksterne kilder og henvisninger
- Austre Tindefjellfossen på World Waterfall Database